# Прадош врат

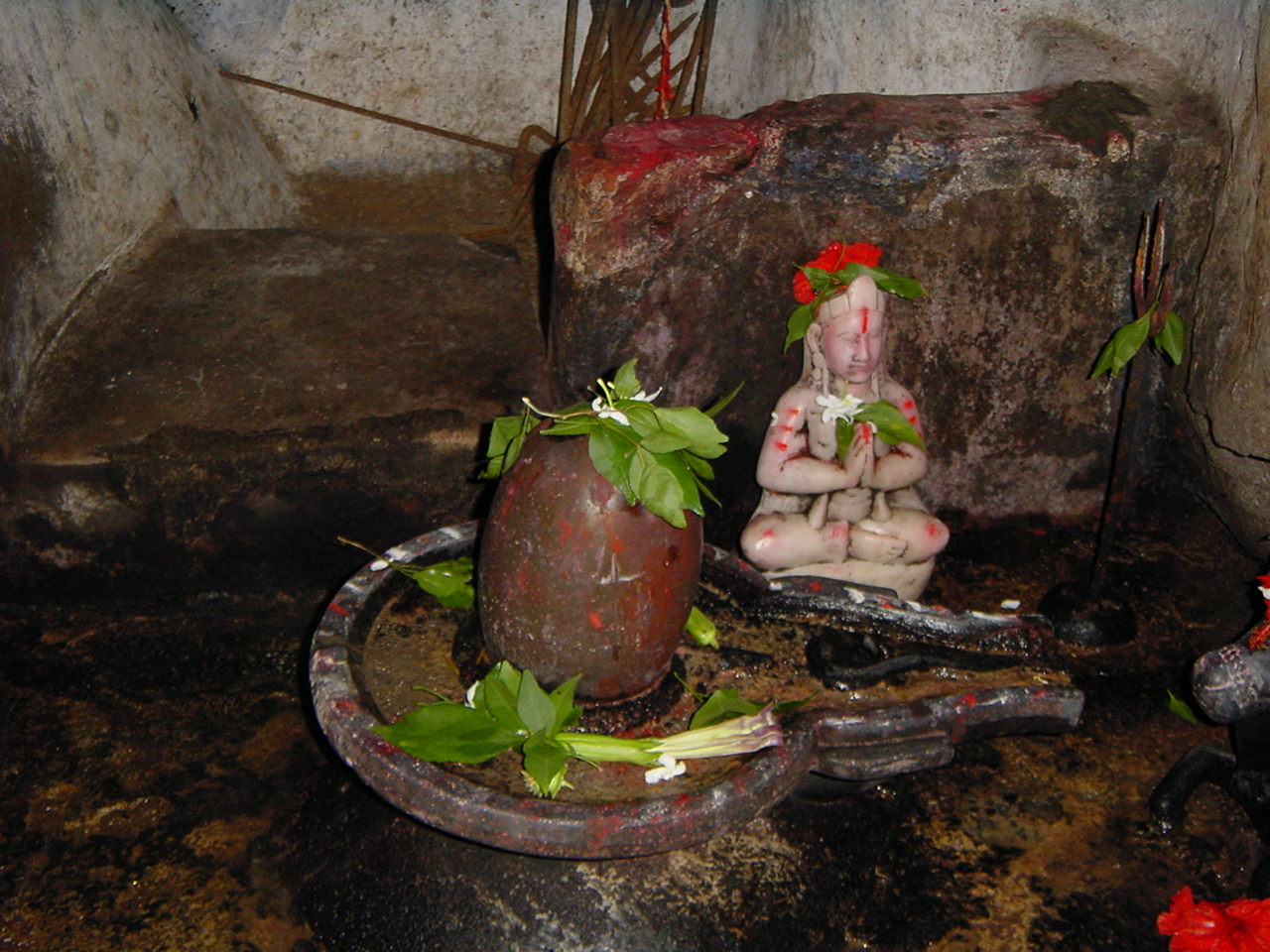
Шива лінгам

Прадошам, також відома як Прадош або Прадоша Врата, це особливий день, присвячений Шиві, який відзначається на 13-й день місячного календаря. Прадоша виникає у двох фазах (зростаючий і спадаючий місяць).
Прадошам — це період перед світанком і відразу після заходу. У загальних рисах, період Прадош триває 1,5 години перед світанком і 1 годину після заходу. У цей день необхідно дотримуватися посту від світанку до настання темряви.
У період Прадошам рекомендується звертатися до Шиві або відвідувати храми, присвячені Шиві і шукати благословення Господа Шиви.
У Шива Пурані написано, що той, хто дотримується посту в Прадошам, отримає багатство, щастя, повага, буде благословенний на народження дітей. Дотримання посту і шанування Шиви особливо ретельно виконується жінками, які хочуть народити дітей, але не можуть завагітніти. У стародавніх текстах говориться, що ті, хто молиться Шиві в особливий день Прадоші, буде звільнений від усіх гріхів.
Існують два методи дотримання посту в цей день. Деякі дотримуються 24-х годинний посту, включаючи час сну. Інший метод полягає в дотриманні посту від світанку до заходу, при цьому пост припиняється після заходу сонця.
Увечері, за годину до заходу добре зробити обмивання (прийняти душ або ванну), після чого помолитися.
Інша форма поклоніння — проведення або участь в Ведичної церемонії для Шиви — Рудра Абішека. Давні тексти говорять, що поклоніння Шиві в Прадошам має дуже велике значення.
У цей день сприятливо слухати Прадоша Врата Катха, або читати глави з Шива Пурана. Потім 108 раз вимовляється Маха Мрітюнджья Мантра.
Однак, якщо з якихось причин Ви не можете зробити всього перерахованого — просто запаліть свічку або лампаду в цей день. Особливо сприятливо в Прадошам проведення Ведичної Церемонії для здобуття здоров'я, в якої так само йде звернення до Шиви.
Pradosh Vrat спостерігається на обох Трайодаші тітхі (13 місяч. день), тобто Шукла Пакша Trayodashi і Крішна Пакша Trayodashi, в місячному місяці . Деякі люди розрізняють Шукла і Крішна Пакш Прадошам.
Коли Pradosham день випадає на понеділок вона називається Сома Прадошам, у вівторок він називається Бхаума Прадошам а в суботу він називається Шані Прадошам. Перед Маха-Шиваратрі називається Махапрадош.
На трайодаші тітхі Прадош Каала починається після заходу сонця. Тимчасове вікно після заходу сонця, коли перекривається Trayodashi Тітхі і Pradosh час сприятливо для Шива Пуджі. Пости в ці дні будуть вести до серйозних трансформацій.
Ритуали, рекомендовані в Прадош: — Шива-пуджа — Подарунки для Шиви (мед, молоко, вода Ганги, рис, фрукти) — Читання і слухання мантр Шиви — Відвідування храмів Шиви — Запалювання пахучих паличок і свічок — Поклонінню Шівалінгаму або статуям Шиви.